# Faktor X
Faktor X – dwutygodnik o podtytule: „Twoje archiwum niewyjaśnionych zjawisk i zdarzeń”. Wychodził w latach 1998–2001. Ogółem ukazały się 64 numery plus wydanie specjalne. Wydawcą był Marshall Cavendish Polska Sp. z o.o. Cena Faktora X oscylowała od 1,99 zł za pierwszy numer, 3,99 zł za numery 2-61, do 4,27 zł za numery 62-64. Numer specjalny kosztował 19,99 zł, dołączona była do niego kaseta wideo.
Spis poszczególnych działów:
- Granice nauki
- UFO
- Tajemniczy świat
- Parapsychologia
- Zbliżenia
- Ściśle tajne
- Nie do wiary